# District de Sanyuan
Pour les articles homonymes, voir Sanyuan.
Le district de Sanyuan (三元区 ; pinyin : Sānyuán Qū) est une subdivision administrative de la province du Fujian en Chine. Il est placé sous la juridiction de la ville-préfecture de Sanming.